# Alt Bennebek
Alt Bennebek (dänisch: Gammel Bennebæk) ist eine Gemeinde im Kreis Schleswig-Flensburg in Schleswig-Holstein. Umleitungsdeich und Sprillbick liegen im Gemeindegebiet.

## Geografie und Verkehr
Alt Bennebek liegt etwa 30 km nordwestlich von Rendsburg in der Sorgeniederung auf der Grenze zwischen Geest und Marsch. Etwa 15 km östlich verläuft die Bundesstraße 77 und etwa 30 km östlich die Bundesautobahn 7 von Rendsburg nach Schleswig.

## Geschichte
Der Ort wurde um 1340 erstmals als villa Bennebeke (von Bachläufen umgeben) urkundlich erwähnt.
In der Gemeinde wurde Torf im Tetenhusener Moor als Brennmaterial abgebaut.

## Politik

### Gemeindevertretung
Bei der Kommunalwahl am 14. Mai 2023 wurden insgesamt acht Sitze vergeben. Diese fielen erneut alle an die Kommunale Wählergemeinschaft Alt-Bennebek. Die Wahlbeteiligung betrug 58,9 %.

### Wappen
Blasonierung: „In Gold zwischen zwei blauen Wellenbalken schräg gekreuzt ein roter Torfspaten und ein roter Torfstecher (Torfgeschirr), begleitet beiderseits von einem aufrechten grünen Eichenblatt.“
Die beiden Wellenbalken verweisen auf die Bachläufe. An die frühen Siedler erinnern die Eichenblätter, die im Wappen symbolisch für die gerodeten Eichenmischwälder stehen. Das Torfgeschirr verdeutlicht, dass die Moore für die Torfgewinnung als Brennstoff und Wirtschaftsmaterial für die Gemeinde noch lange große Bedeutung hatten. Der gelbe Schild bezieht sich auf die sandigen Flächen der Schleswiger Vorgeest, an dessen Südrand die Gemeinde liegt.

## Wirtschaft
Die Gemeinde ist vorwiegend landwirtschaftlich geprägt.